# Sowlinka
Sowlinka, Sowlina – potok, prawy dopływ Łososiny o długości 14,27 km i powierzchni zlewni 63,36 km². Płynie przez Starą Wieś i miasto Limanowa w województwie małopolskim, powiecie limanowskim.
Według lotniczej mapy Geoportalu Sowlinka powstaje u północnych podnóży Jeżowej Wody na wysokości około 720 m. Ma liczne cieki źródłowe. Spływa w kierunku północnym, następnie w północno-zachodnim przez Starą Wieś. Na wysokości około 515 m, powyżej Golcowa, z lewej strony uchodzi do niej Potok Starowiejski. Sowlinka płynie dalej przez Starą Wieś, następnie uregulowanym hydrotechnicznie korytem przez miasto Limanowa i w Łososinie Górnej na wysokości 348 m n.p.m. uchodzi do rzeki Łososina.
Na niektórych mapach odcinek potoku w obręie Starej Wsi nazywany jest Potokiem Starowiejskim, a zmienia nazwę na Sowlinka dopiero od ujścia potoku Jabłoniec. Głównymi dopływami Sowlinki są: Rożkowy, Jabłoniec, Słopnicki Potok, Mordarka i Skrudlak.